# Treron capellei
El vinago grande (Treron capellei) es una especie de ave columbiforme de la familia de las palomas (Columbidae). Es propio de Asia, encontrándose desde la península Malaya hasta el norte de Sumatra, Borneo, Java e islas adyacentes. No se reconocen subespecies.